# 스트라이커 (2000년 영화)
"스트라이커"는 2000년에 개봉한 대한민국의 영화이다.

## 캐스팅
- 이주석 : 이민수 역
- 서재경 : 남기철 역
- 김진형 : 김덕만 역
- 김지현 : 신수지 역
- 심지호 : 한태수 역
- 독고영재 : 변 선생 역
- 이정섭 : 기안 선생 역
- 차철순
- 김일우
- 진봉진
- 박재원
- 서상숙
- 유일문
- 정연금